# Tulasnella danica
Tulasnella danica é uma espécie de fungo pertencente à família Tulasnellaceae.